# 王遂良宅
王遂良宅位于中国江苏省淮安市淮安区淮城街道龙窝巷20号，3个院落东临上坂街，西临龙窝巷，规模宏大，占地4000平方米，房屋两进60余间。该建筑建于清末民初，为民国期间淮安杂货业公会主席王遂良的大宅，雕饰精美。

## 保护
2006年6月，王遂良宅列为第三批淮安市文物保护单位。